# 10 lat samotności (singel)
10 lat samotności – czterdziesty trzeci singel Budki Suflera, wydany w 2020 roku. Piosenka nagrana z Felicjanem Andrzejczakiem. Była zapowiedzią albumu o tym samym tytule, wydanego przez piosenkarza wraz z Budką Suflera 20 listopada 2020. 
Tekst do piosenki napisał Zbigniew Hołdys, muzykę skomponował Romuald Lipko.

## Twórcy
- Autor tekstu:	Zbigniew Hołdys
- Kompozytor: Romuald Lipko
- Śpiew: Felicjan Andrzejczak
- Instrumenty klawiszowe: Piotr Sztajdel
- Perkusja: Tomasz Zeliszewski
- Gitary elektryczne: Dariusz Bafeltowski i Piotr Bogutyn
- Gitary basowe: Mieczysław Jurecki